# Ley de inmigración

Países en los que se permite la doble nacionalidad (verde) y se prohíbe (rojo)

Ley de inmigración refiere a los estatutos nacionales, controles, y los precedentes legales que gobiernan la inmigración y deportación de un país. Estrictamente hablando, se distingue de otras cuestiones como la naturalización y la ciudadanía, aunque a menudo están relacionadas entre sí. Las leyes de inmigración varían en todo el mundo, así como de acuerdo con el clima social y político de la época, ya que la aceptación de los inmigrantes oscila entre lo ampliamente incluyente y lo profundamente nacionalista y aislacionista. Los países suelen mantener leyes que regulan tanto los derechos de entrada y salida como los derechos internos, como la duración de la estancia, la libertad de circulación y el derecho a participar en el comercio o el gobierno.
Las leyes nacionales relativas a la inmigración de ciudadanos de ese país están reguladas por el derecho internacional. El Pacto Internacional de Derechos Civiles y Políticos de las Naciones Unidas exige que todos los países permitan la entrada de sus propios ciudadanos.

## Medidas de control
Para controlar la inmigración, muchos países establecen aduanas en los puntos de entrada. Algunos de los puntos de entrada más comunes son los aeropuertos y las carreteras cercanas a la frontera. En el departamento de aduanas, se inspeccionan los documentos de viaje. Algunos de los documentos requeridos son un pasaporte, un certificado internacional de vacunación y un billete de transporte. A veces también se requiere que los viajeros declaren o registren la cantidad de dinero que llevan consigo.

## Comparación de las categorías de visados de inmigración por país o territorio
Esta sección es un intento de clasificar y reunir información sobre la legislación de inmigración de una serie de países con un alto índice de inmigración.
| País o Área     | Artículo separado sobre la Ley de Inmigración del país | Visa de trabajo patrocinada por el empleador | Visa de Trabajo Independiente | Empresario, Autónomo o Empresario | Inversor | Ph.D. O Científico | Cónyuge | Por nacimiento mientras ambos padres son extranjeros | Estudiando como ruta de migración | Migrante Ilegal | Ciudadanía | Arreglos especiales |
| --------------- | ------------------------------------------------------ | --- | --- | --- | --- | --- | --- | --- | --- | --- | --- | --- |
| EE. UU.         | Ley de nacionalidad de los Estados Unidos              | A través de la lotería H1B, muchos solicitantes no recibieron un acuerdo después de 6 años y tuvieron que abandonar el país. | EB-1 Habilidad Extraordinaria - para científicos, deportistas reconocidos internacionalmente, etc.. | | EB-5: inversión mínima de $500,000 | A los doctores generalmente se les permite solicitar una visa EB2 independiente del empleador. | | Disponible | | | Después de que 5 años de residencia permanente. | Lotería de Tarjeta verde |
| Reino Unido     | Ley de nacionalidad británica                          | Nivel 2 - liquidación (ILR) después de 5 años. El nuevo gobierno introdujo un límite en el número de inmigrantes de nivel 2 por año procedentes de fuera del país, lo que hace más difícil encontrar un empleador dispuesto a patrocinar el visado si lo solicita desde fuera del Reino Unido. | (prácticamente no disponible desde abril de 2011) Tier 1 General - liquidación (ILR) después de 5 años. Un límite de 1000 migrantes de Nivel 1 por año introducido por el nuevo gobierno. Además, la legislación sobre migración cambia en promedio cada seis meses, lo que hace que Gran Bretaña no sea atractiva para los inmigrantes cualificados que buscan una segunda nacionalidad. | Tier 1 Entrepreneur | Tier 1 Inversor | No hay una categoría específica aquí, pero es más fácil para las universidades (a diferencia de las empresas) adquirir una licencia de patrocinio de nivel 2. | El ILR se proporciona después de 5 años en matrimonio o pareja y viviendo en el país.                                                                      | La ciudadanía británica puede obtenerse como un derecho para cualquier persona que haya nacido en el Reino Unido antes de 1983. Después de 1983, solo puede obtenerse por nacimiento si al menos uno de los progenitores se ha establecido allí. También está disponible para las personas de las que uno de los progenitores es ciudadano británico por otros motivos que no sean la ascendencia". Todas las demás clases de nacionalidad británica no confieren al titular el derecho de residencia. | Nivel 4 Los estudiantes de tiempo completo en la educación universitaria pueden trabajar hasta 20 horas a la semana. A otros se les permite trabajar hasta 10 horas por semana. Después de 10 años de presencia continua en el país con visas residenciales, se proporciona ILR. Hay un límite en la duración de la estancia en el país con un visado de estudiante. | Después de 20 años de continua presencia ilegal pero probada en el país, se proporciona ILR. | Un extranjero puede solicitar la naturalización después de haber tenido un permiso de residencia indefinido de un año además de los 5 años de residencia, o (los nacionales de los tratados) pueden solicitar la naturalización después de haber residido en el Reino Unido durante 5 años.                    | Los nacionales del Tratado pueden entrar en el Reino Unido para trabajar, prestar servicios o trabajar por cuenta propia o estudiar o residir allí como inmigrantes autosuficientes. Algunos ciudadanos de la Commonwealth tienen derecho a residir en el Reino Unido, lo que, a efectos prácticos, les otorga los mismos derechos que a los ciudadanos británicos en el Reino Unido.                           |
| Canadá          | Ley de nacionalidad canadiense                         | Información oficial | Disponible, pero Canadá redujo el número de empleos en demanda. Por ejemplo, los ingenieros de software ya no pueden utilizar esta ruta.. | | | Trabajador calificado federal | | | | | | |
| Australia       | Ley de nacionalidad australiana                        | | Disponible | Visado Independiente Calificado (Subclase 189) y Visado Calificado Nominado (Subclase 190) | | | | | | | | |
| Nueva Zelanda   | Ley de nacionalidad de la Nueva Zelanda                | | | Disponible | | | | | | | | |
| Sudáfrica       | Ley de nacionalidad sudafricana                        | Permiso de trabajo corporativo. | Permiso de trabajo general, permiso de trabajo de cuota, permiso de trabajo de habilidades excepcionales y permiso de trabajo para transferencia dentro de la empresa. | Permiso de negocios. Inversión mínima de capital extranjero de 2,5 millones de ZAR en el valor contable de las empresas, que puede reducirse si se solicita. Mínimo de 5 ciudadanos/residentes sudafricanos para ser empleados. | Permiso Empresarial. | No hay una categoría específica. Puede estar dentro de la categoría de Habilidades Excepcionales o Cuota de permiso de trabajo. | Visa de cónyuge. Prueba de cohabitación y finanzas compartidas.                                                                                            | No se aplica. Los hijos de extranjeros nacidos en Sudáfrica obtendrán el mismo estatus que sus padres. | El estudio se considera de forma aislada en relación con el curso de estudio. No se obtuvieron beneficios al promover la estancia continuada. | Arresto, detención y juicio para decidir el resultado. | La ciudadanía puede ser solicitada después de 5 años de residencia permanente. | |
| Guernsey        |                                                        | | | | | | | | | | | |
| Jersey          |                                                        | | | | | | | | | | | |
| Gibraltar       |                                                        | | | | | | | | | | | |
| Isle de Man     |                                                        | | Similar al British Tier1 General, pero no conduce a la nacionalidad de la UE. | Similar a British Tier1 Entrepreneur, pero no conduce a la nacionalidad de la UE | | | | | | | | |
| Corea del Sur   | Ley de nacionalidad coreana del sur                    | Si usted ha vivido más de 5 años bajo una visa D-7, D-8, D-9, E-1, E-2, E-3, E-4, E-5, E-7 o F-2. | Si usted tiene una habilidad extraordinaria reconocida internacionalmente en ciencia, negocios, cultura, deportes o educación. | Si tiene más de 60 años y percibe una pensión del extranjero. | Si inviertes 2 millones de dólares. Si usted invirtió solo $500,000, necesita permanecer más de 3 años con una visa D-8. Si usted invierte $500,000 en bienes raíces en algunas ciudad permitidas se le otorga una visa de residencia F-2 y 5 años después, una residencia permanente F-5. | Si tienes un doctorado en un campo de alta tecnología y trabajas para una empresa coreana, ganas 4 veces más que el INB medio de Corea. Si solo tienes una licenciatura en un campo de alta tecnología o un certificado técnico reconocido expedido en Corea, necesitas haber permanecido por lo menos 3 años y ganar 4 veces el RNB promedio en Corea. | Si usted ha permanecido en Corea por más de 2 años bajo una visa F-2 y es el cónyuge de un coreano o extranjero con una visa de residencia permanente F-5. | Si usted nació de padres apátridas o fue encontrado abandonado en el territorio de Corea del Sur cuando era niño, automáticamente obtendrá la ciudadanía coreana. | | | Si usted cumple con los requisitos para la naturalización. | Si usted tenía anteriormente la nacionalidad coreana o alguno de sus padres o abuelos tenía la nacionalidad coreana en el pasado, usted es inmediatamente elegible para una visa F-4, una visa de residencia prácticamente permanente que es renovable cada 2 años. Si el gobierno coreano reconoce que usted hizo una contribución importante a la nación, usted es elegible para la residencia permanente F-5 |
| Hong Kong       |                                                        | Política General de Empleo (PGE); recibirá el Derecho de Residencia (ROA) en Hong Kong, después de 7 años de residencia ordinaria continua en Hong Kong | Prueba General de Puntos (GPT) | | Capital Investment Entrant Scheme (CIES); usted necesita invertir HK$10 millones excepto en bienes raíces; recibirá el Derecho de Residencia (ROA) en Hong Kong, después de 7 años de residencia ordinaria continua en Hong Kong.                                                          | Pasar la Prueba General de Puntos (GPT) dentro del Esquema de Admisión de Migrantes de Calidad (QMAS). | | La persona menor de 21 años de edad nacida en Hong Kong de un extranjero con documento de identidad permanente de Hong Kong, recibirá el derecho de residencia (ROA) en Hong Kong, pero no la nacionalidad china. | | | El extranjero que sea titular de un documento de identidad permanente de Hong Kong puede naturalizarse como ciudadano chino con pasaporte de la RAEHK si el solicitante se ha establecido en Hong Kong o en territorio chino, si tiene familiares cercanos de ciudadanos chinos y por otras razones legítimas. | China continental emitió una cuota diaria de 150 permisos de ida a China continental para el asentamiento en Hong Kong;[22] recibirá el derecho de residencia (ROA) en Hong Kong, después de 7 años de residencia ordinaria continua en Hong Kong; más el derecho a solicitar un pasaporte de la RAEHK. |
| India           | Ley de nacionalidad india                              | | | | | | | | | | Después de 12 años de residencia (de los cuales 1 año debe ser continuo) | |
| Israel          | Ley de nacionalidad israelí                            | | No disponible | | | | | | | | | Ley de Retorno |
| Unión Europea   | Ciudadanía de la Unión Europea                         | Varía por estado de miembro | Tarjeta Azul (Unión Europea) | | | | | | | | | |
| Austria         |                                                        | | Puede estar disponible en el futuro, llamado Rot-Weiß-Rot-Card | | | | | | | | | |
| Bélgica         |                                                        | | | | | | | | | | | |
| Bulgaria        |                                                        | | | | | | | | | | | |
| Chipre          |                                                        | Se considera muy improbable que se obtenga la nacionalidad a través de la vía laboral. | No disponible | | | | | | | | | |
| República Checa |                                                        | | No disponible | | | | | | | | | |
| Dinamarca       |                                                        | Disponible: Tarjeta Verde danesa | | | | | | | | | | |
| Estonia         |                                                        | | | | | | | | | | | |
| Finlandia       |                                                        | | | | | | | | | | | |
| Francia         |                                                        | No disponible | | | | | | | | | | |
| Alemania        |                                                        | | | | | | | | | Existen programas para Refugiados Continentales y Repatriados, pero las reglas se han endurecido severamente para evitar que la menor cantidad posible de nuevos migrantes se beneficien de ellos. | | |
| Grecia          |                                                        | | | | | | | | | | | |
| Hungría         |                                                        | | | | | | | | | | | |
| Irlanda         |                                                        | | No disponible | | | | | Disponible | | | | |
| Italia          |                                                        | | | | | | | | | | | |
| Letonia         |                                                        | | | | | | | | | | | |
| Lituania        |                                                        | | | | | | | | | | | |
| Luxemburgo      | Ley de nacionalidad                                    | | | | | | | | | | | |
| Malta           |                                                        | | | | | | | | | | | |
| Netherlands     | Ley de nacionalidad holandesa                          | | | | | | | | | | | |
| Polonia         |                                                        | | | | | | | | | | | |
| Portugal        |                                                        | | | | | | | | | | | |
| Rumanía         |                                                        | | | | | | | | | | | Arreglos especiales para ciudadanos de Moldova |
| Eslovaquia      |                                                        | | | | | | | | | | | |
| Eslovenia       |                                                        | | | | | | | | | | | |
| España          |                                                        | No disponible | | | | | | | | | | |
| Suecia          |                                                        | [ 24 ] | | [ 25 ] | | | | | | | | |
| Singapur        |                                                        | | | | | | | | | | | |
| Noruega         | Ley de nacionalidad noruega                            | | | | | | Mínimo 4 años | | | | Mínimo 7 años | Los ciudadanos de otros países del Consejo Nórdico pueden naturalizarse después de dos años de residencia. |